# NGC 5147
NGC 5147 (również PGC 47027 lub UGC 8443) – galaktyka spiralna z poprzeczką (SBd), znajdująca się w gwiazdozbiorze Panny. Odkrył ją William Herschel 24 stycznia 1784 roku.